# Tseng Lung-hui
Tseng Lung Hui (* 10. April 1959 in Taoyuan) ist ein taiwanischer paralympischer Bogenschütze. 

## Leben
Tseng Lung-Hui wurde am 10. April 1959 in Taoyuan in der Republik China (Taiwan) geboren. Tseng Lung-Hui war Bauarbeiter und fiel 1996 von einem Gebäude. Dabei verletzte er sich schwer am Rückgrat und ist seitdem querschnittsgelähmt. Nachdem er zunächst von Suizidgedanken getrieben wurde, fand er über eine Hilfsorganisation den Zugang zum Bogensport. Li Chia-tzu wurde sein Trainer und er fand neuen Lebenswillen.
Seine sportliche Karriere begann 2000. Zu Beginn startete er in der Klasse Recurve W2 (für Bogenschützen im Rollstuhl mit eingeschränkten Arm- oder Beinfunktionen), ab 2014 trat er in der offenen Klasse an. Sein internationales Debüt hatte er 2002. Erstmals bei den Paralympischen Spielen startete er bei den Sommer-Paralympics 2004 in Athen, bei denen er Achter wurde. 2008 konnte er erstmals die Bronze-Medaille gewinnen. es war die erste Medaille im Bogensport für die Republik Taiwan.
Bei den Sommer-Paralympics 2012 konnte er in der Vorrunde mit 650 Punkten einen paralympischen Rekord aufstellen. Er überbot damit den vorherigen Rekord seines Landsmannes Lee Hong Gu um 14 Punkte. Im Finale besiegte er Ebrahim Ranjbarkivaj (Iran) und gewann seine zweite Bronzemedaille.
Ab der Para-Weltmeisterschaft in Donaueschingen 2015 trat er in der offenen Klasse an. Bei den Paralympics 2016 in Peking wurde er 9.